# 한국영화감독조합
한국영화감독조합은 대한민국 영화 감독들의 창작의 자유와 권익을 보호하기 위한 목적으로 2005년 11월 30일 만들어진 문화체육관광부 소관의 사단법인이다. 2013년 4월 1일 사단법인화를 완료했다. 사무실은 서울특별시 강남구 언주로 125길 15에 있다.

## 주요 사업
- 한국영화감독들의 창작의 자유와 권익을 보호
- 한국영화산업의 합리적 발전과 상생 구조를 만드는데 기여할 목적
- 한국영화 감독들의 합리적인 계약 및 법적인 상담과 분쟁조정을 대행